# Coppa del Mondo Under-18 3x3 2015
La Coppa del Mondo Under-18 3x3 2015 si sono svolti a Debrecen, in Ungheria, dal 4 al 7 giugno 2015.

## Risultati
| Evento           | Oro           | Argento     | Bronzo   |
| Torneo maschile  | Nuova Zelanda | Argentina   | Francia  |
| Torneo femminile | Francia       | Stati Uniti | Ungheria |

## Medagliere
| Posiz. | Nazione       | Oro | Argento | Bronzo | Totale |
| ------ | ------------- | --- | ------- | ------ | ------ |
| 1      | Francia       | 1   | 0       | 1      | 2      |
| 2      | Nuova Zelanda | 1   | 0       | 0      | 1      |
| 3      | Argentina     | 0   | 1       | 0      | 1      |
| 3      | Stati Uniti   | 0   | 1       | 0      | 1      |
| 5      | Ungheria      | 0   | 0       | 1      | 1      |
| Totale | Totale        | 2   | 2       | 2      | 6      |